# Eremogryllodes fiorii
Eremogryllodes fiorii is een rechtvleugelig insect uit de familie mierenkrekels (Myrmecophilidae). De wetenschappelijke naam van deze soort is voor het eerst geldig gepubliceerd in 1969 door La Greca.